# Esporte Clube Pelotas
L'Esporte Clube Pelotas, noto anche semplicemente come Pelotas, è una società calcistica brasiliana con sede nella città di Pelotas, nello stato del Rio Grande do Sul.

## Storia
Il club è stato fondato l'11 ottobre 1908, dalla fusione di due club di Pelotas, il Club Sportivo Internacional e il Foot-ball Club. Nel 1930, il Pelotas ha vinto il Campionato Gaúcho, dopo aver sconfitto il Grêmio in finale.
Nel 1983, il Pelotas ha vinto il Campeonato Gaúcho Divisão de Acesso. Nel 1988, il Pelotas ha partecipato al Campeonato Brasileiro Série B per la prima volta, dove è stato eliminato alla prima fase. Nel 1989, il club ha partecipato di nuovo alla Série B, dove è stato di nuovo eliminato alla prima fase.
Nel 1995, nel 1996 e nel 1998, il Pelotas ha partecipato al Campeonato Brasileiro Série C, dove è stato eliminato alla prima fase in tutte e tre le edizioni. Nel 2003, il club ha partecipato di nuovo alla Série C, dove è stato eliminato alla terza fase dal RS Futebol. Nello stesso anno, il Pelotas ha partecipato alla Coppa del Brasile, dove è stato eliminato al primo turno dal Guarani.
Nel 2008, il club ha vinto la Copa FGF per la prima volta, dopo aver sconfitto il Cerâmica in finale, qualificandosi per la Recopa Sul-Brasileira nello stesso anno, e per il Campeonato Brasileiro Série D dell'anno successivo. Il club è stato eliminato in semifinale della Recopa Sul-Brasileira 2-0 dall'Atlético Sorocaba.

## Palmarès

### Competizioni statali
- Campionato Gaúcho: 1

1930
- Campeonato Gaúcho Divisão de Acesso: 2

1983, 2018
- Copa FGF: 2

2008, 2019
- Recopa Gaúcha: 2

2014, 2020
- Campeonato da Região Sul-Fronteira: 2

2010, 2013

### Altri piazzamenti
- Recopa Sul-Brasileira:

Semifinalista: 2008